# Estheria maculipennis
Estheria maculipennis är en tvåvingeart som beskrevs av Herting 1968. Estheria maculipennis ingår i släktet Estheria och familjen parasitflugor. Inga underarter finns listade i Catalogue of Life.